# Why He Gave Up
Why He Gave Up és una pel·lícula muda de la Biograph dirigida per Mack Sennett I Henry Lerhman i protagonitzada per Mabel Normand i Fred Mace. Rodada a Huntington (Nova York), la pel·lícula es va estrenar com a mitja bobina juntament amb “Abe Gets Even with Father” el 4 de desembre de 1911.

## Argument
Un marit està ansiós per prendre’s una mica de temps per a ell i fugir a la platja amb els amics per lo que utilitza l'excusa que la dona li demana diners per a un barret nou per provocar una baralla. La dona és nedadora i bussejadora experta és convidada a assistir a una trobada del club de natació femení del qual havia format part. El tracte del seu marit l'indueix a acceptar la invitació. La trobada té lloc a la mateixa platja on es troba el marit assegurant una nova baralla entre els dos.

## Repartiment
- Mabel Normand (la dona)
- Fred Mace (el marit)
- Edward Dillon (amic del marit)
- William J. Butler (amic del marit)
- Kathleen Butler (al club)
- William Beaudine (al club)
- W.C. Robinson (al club, empleat al cafè)
- J. Waltham: (al club)